# Flowers (Karel Appel)
Flowers is een artistiek kunstwerk in Amsterdam-Oost.
Het kunstwerk bestaande uit vier bronzen bloemen staat op het Oosterspoorplein in de vork van Station Amsterdam Muiderpoort. Karel Appel maakte het origineel op zijn landgoed nabij Florence. Het behoort tot de serie Objets trouvés (Gevonden objecten), in dit geval restanten ijzer en hout gevonden op het terrein van zijn buurman, wijnboer en kunstverzamelaar. Appel gebruikte metalen ploegmessen voor de bloemkelken en delen van wijnvaten voor de bloemstelen en de voet. Hij liet het vervolgens in brons gieten. Zelf gaf hij de titel Marguerite (Margriet), maar ook de titel Madeliefje komt voor.
Een bronzen afgietsel werd in 2002 op het genoemde plein geplaatst en op 5 september 2002 onthuld. Appel woonde in zijn jeugd in de Dapperstraat in de omgeving van het station, getuige ook het kleine beeldje Karel Appel was hier aangebracht op huisnummer 7. De gemeente Amsterdam kocht het beeld en liet het plaatsen. Het beeld werd in 2011 slachtoffer van vandalisme; de staande bloem (tegenhanger van drie liggende) werd gestolen. Het beeld verdween toen even in de opslag om in 2012 tentoongesteld te worden in de tuin van Kasteel Keukenhof te Lisse. Daar was toen ook het originele beeld uit 1991 te vinden; er werd toen van het origineel een nieuwe kopie gemaakt van de staande bloem, waarna het beeld in 2014 in zijn totaal weer op haar sokkel werd geplaatst (het origineel ging weer terug naar de Toscaanse boer).
Het beeld draagt de signatuur "C. Appel 1991".

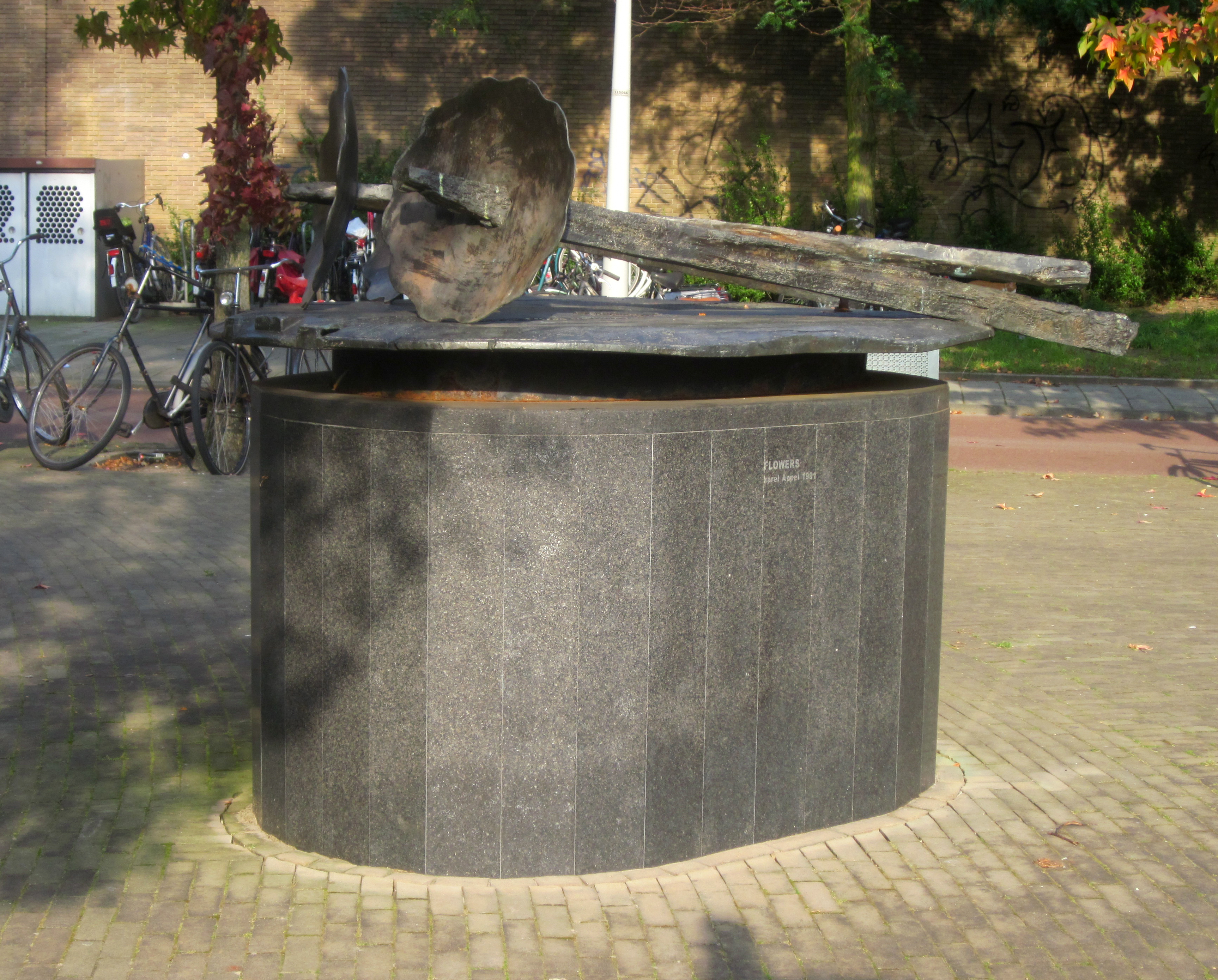
3/4 van Flowers (september 2011)